# (211917) 2004 TG8
(211917) 2004 TG8 (2004 TG8, 2002 CF236) — астероїд головного поясу, відкритий 4 жовтня 2004 року.
Тіссеранів параметр щодо Юпітера — 3,571.